# 道の駅美山ふれあい広場
道の駅美山ふれあい広場（みちのえき みやまふれあいひろば）は、京都府南丹市美山町安掛にある国道162号の道の駅である。

## 概要
名称は、旧北桑田郡美山町が、合併する前に設置したものであることによる。
元々、圃場整備により確保された公共用地に作られた農協の購買店舗であったが、農協の広域合併により閉鎖されることになった。それを美山町が買い取り、平屋地区の住民の出資する「有限会社ネットワーク平屋」を設立し、ふらっと美山として運営する形でオープンしたものを周辺施設も含めて道の駅として登録したものである。周辺は国道162号の通る観光の拠点であるとともにガソリンスタンド、診療所、郵便局、行政窓口などのそろう地域生活の拠点である。道の駅を拠点にデマンドバスが運行されており、市営バスと乗り継ぐことで、南丹市の中心部などへのアクセスを確保している。
美山町は昭和の大合併前の旧村の区域と重なる小学校区ごとに振興会を作り、撤退する農協の店舗を自主運営するなど「小さな拠点」の政策の先行事例として紹介されることが多いが、特にふらっと美山は地の利もあって経営的にも成功しており独立した経営を実現していた。ネットワーク平屋は、道の駅の敷地内で美山牛乳等の製造直売を行ってきた第三セクターの美山ふるさと株式会社が存続会社となる形で合併し、現在は美山ふるさと株式会社が道の駅の施設（南丹市美山地域活性化総合交流施設および、南丹市美山平屋生産物直売施設）の指定管理者となっている。平成28年度「住民サービス部門」モデル道の駅に選定されている。

## 施設
- 駐車場
  - 普通車：65台
  - 大型車：4台
  - 身障者用駐車場：4台
- トイレ
  - 男：大・小6
  - 女：6
  - 身障者用：1
- 公衆電話
- 農林産物販売所ふらっと美山（5 - 9月・8:00 - 18:00、10月 - 4月・8:30 - 17:00、4月 - 11月・無休、12月 - 3月・第2・4水曜と年末年始休）
  - 休憩コーナー
  - 情報コーナー
  - コミュニティセンター
- 観光案内所（隣設の農振センター内、8:30 - 17:00、年末年始休）
- 野外ステージ
- グラウンドゴルフ場
- 水辺公園
- 京都丹波高原国定公園ビジターセンター（森の京都の案内所）

周辺に複数の飲食店があり、競合を避けるため道の駅の施設内には軽食スタンドなどはあるが飲食店は無い。

### 管理団体
- 南丹市・美山ふるさと株式会社（指定管理者）

## 休館日
- 4-9月無休
- 1-3月第2・4水曜日

## アクセス
- 国道162号（周山街道） - 登録路線
- 京都府道38号京都広河原美山線

## 周辺
- 伝統的建造物群保存地区 かやぶきの里・北村
- 美山町自然文化村河鹿荘
- 芦生原生林（京都大学フィールド科学教育研究センター森林ステーション芦生研究林）
- 由良川
- 美山川
- 美山診療所
- 京都府立北桑田高等学校美山分校